# Daryl Impey
Daryl Impey (født 6. december 1984) er en sydafrikansk forhenværende professionel cykelrytter, som senest kørte for Israel-Premier Tech. Fra 2024 blev han sportsdirektør for samme hold.